# Sıcak (singolo)
Sıcak è un singolo del cantante turco Emre Altuğ, pubblicato nel 2003 come  secondo estratto dall'album Sıcak.

## Descrizione
Nel CD singolo è presente una versione remix.

## Video musicale
Il video di Sıcak è stato girato dal regista Ahmet Çelenk, e le riprese sono state fatte a Çeşme nel maggio 2003.